# Hiltonius hebes
Hiltonius hebes är en mångfotingart som först beskrevs av Charles Harvey Bollman 1887.
Hiltonius hebes ingår i släktet Hiltonius och familjen Spirobolidae. Inga underarter finns listade i Catalogue of Life.